# 牛順
牛順（1395年—？），字致和，河南彰德府臨漳縣人，明朝政治人物。進士出身。

## 生平
河南鄉試第七十八名。宣德五年（1430年）丁丑科會試第九十五名，殿試登進士第三甲第四十一名。

## 家族
曾祖牛昇。祖父牛□，曾任元鎮撫。父亲牛清慶。